# H.I.S.
H.I.S. (株式会社エイチ・アイ・エス?, Kabuhiki-gaisha Eichi Ai Esu) è un'agenzia turistica giapponese che si rivolge al settore travel business e hotel business.
Fondata il 19 dicembre 1980 da Hideo Sawada, sotto il nome di Hide International Tours Co., ltd, nel 1990 cambia nome in H.I.S. (Highest International Standards). L'attività aziendale è indirizzata verso tre distinti segmenti: inbound e outbound, hotel division e transportation service. La sede principale si trova a Tokyo (6-8-1 Nishi-Shinjuku Shinjuku-ku TKY 163-6029).
H.I.S. possiede un network di 75 retail (tra sussidiarie e associate; ATB Co.,Ltd.; H.I.S. INTERNATIONAL TOURS (NY) INC.,THE WATERMARK HOTEL GROUP PTY. LTD.;Kyusyu Sangyo Kotsu Holdings Co.,Ltd. ecc.), una fittissima rete nazionale ed una consolidata diffusione internazionale: per un totale di 310 filiali nel mondo. Possiede inoltre quote di maggioranza della Orion Tour, ATB Co., e di minoranza nella Skymark Airlines e NumberOne Shibuya.

## Storia
- 1980 (19 dicembre) Viene Fondata la International Tours Co., Ltd
- 1990 La Compagnia cambia nome in His International Standards (H.I.S.エイチ・アイ・エス)
- 1995 LA compagnia entra nel mercato JASDAQ
- 1996 Si fonde con la Skymark, Inc. (dalla quale esce nel 2005)
- 2002 Si trova nel seconda sezione del mercato TSE (Tokyo Stock Exchange)
- 2006 Diviene Leader del Japanese Travel Industry e a novembre
- Viene fondata la H.I.S. Experience Japan Co., Ltd

## Direttivo
- Hideo Sawada Chairman of the Board (Fondatore)
- Hirabayashi Akira Presidente
- Kusuhara Narimoto Managing Director
- Hirata Masahiko Independent Director
- Wada Mitsuru e Mikami Mikio Executive Officer
- Namekata Kazumasa Director
- Suzuki Yoshio Director
- Takagi Kiyoshi Chief Director of Kansai Sales

## H.I.S. in Italia
H.I.S. Europe Italy S.r.l. è la sede italiana di H.I.S. CO.,Ltd.
In Italia H.I.S. opera dal 1997 gestendo buona parte del lavoro della sede giapponese, ma rimanendo allo stesso tempo soggetto indipendente rispetto ad essa.
La sede centrale si trova a Roma. L'azienda è affiliata alla Federazione Italiane Agenzie Viaggi e Turismo (FIAVET) e alla International Air Transport Association (IATA).